# Даг Гуда
Даг Гуда (англ. Doug Houda, нар. 3 червня 1966, Блеірмор, Альберта) — колишній канадський хокеїст, що грав на позиції захисника.

## Ігрова кар'єра
Професійну хокейну кар'єру розпочав 1986 року.
1984 року був обраний на драфті НХЛ під 28-м загальним номером командою «Детройт Ред-Вінгс». 
Протягом професійної клубної ігрової кар'єри, що тривала 18 років, захищав кольори команд «Детройт Ред-Вінгс», «Гартфорд Вейлерс», «Лос-Анджелес Кінгс», «Баффало Сейбрс», «Нью-Йорк Айлендерс» та «Анагайм Дакс».

## Тренерська кар'єра
Один із асистентів головного тренера «Бостон Брюїнс».

## Нагороди та досягнення
- Кубок Колдера в складі «Рочестер Американс».
- Володар Кубка Стенлі (як асистент головного тренера) в складі «Бостон Брюїнс» — 2011.

## Статистика НХЛ
|                  | Сезони | І   | Г  | П  | О  | ШХ   |
| ---------------- | ------ | --- | -- | -- | -- | ---- |
| Регулярний сезон | 15     | 561 | 19 | 63 | 82 | 1104 |
| Плей-оф          | 3      | 18  | 0  | 3  | 3  | 21   |